# Bon Iver
Bon Iver (pronúncia em francês: [bɔn‿ivɛːʁ]) é uma banda indie folk norte-americana liderada e fundada por Justin Vernon no ano de 2007, em Eau Claire, Wisconsin. O nome da banda advém do portmanteau das palavras francesas "bon" e "hiver", que significa "bom inverno". Em 2012, o grupo foi indicado e ganhou o prêmio de 'melhor novo artista', e 'melhor álbum alternativo' no Grammy.

## História
Depois de acabada a sua banda DeYarmond Edison, o fim de uma relação, e um surto de mononucleose infecciosa, Vernon deixou Raleigh (Carolina do Norte, E.U.A.), e mudou-se de novo para o Wisconsin, para passar os seguintes meses de inverno na cabina do seu pai em Dunn County. De acordo com Vernon, foi durante este tempo que "Bon Iver" lhe ocorreu; enquanto se encontrava de cama devido à monocleose, começou a ver a série de televisão dos anos 90, "Northern Exposure", em DVD. Um episódio que viu mostrava um grupo de cidadãos no Alaska, onde a série se passa, a sair das suas casas para a primeira caída de neve do inverno e desejando-se mutuamente um bon hiver (pronunciado: [bɔn‿ivɛːʁ], Francês para "bom inverno"). Isto foi inicialmente transcrito por Vernon como "boniverre"; no entanto, quando este aprendeu a correta soletração francesa, decidindo que "hiver" lhe lembrava demasiado de "liver" ("fígado" em Inglês), a razão pela sua doença na altura.
Depois da sua última atuação na sua tour de 2012 em Dublin, a banda anunciou a sua intenção de fazer uma pausa em concertos ao vivo. Apesar disso, a editora discográfica da banda garante que esta não se separou.
A banda voltou brevemente à atividade a 30 de Junho de 2014, dia em que lançou uma nova canção intitulada "Heavenly Father", canção esta que foi utilizada na banda sonora do filme "Wish I Was Here".
A 18 de Julho de 2015, o grupo de Vernon tocou o seu primeiro concerto em quase 3 anos no festival de música Eaux Claires, em Eau Claire, WI, onde outras duas novas canções foram tocadas pela primeira vez.
No dia 31 de Julho de 2019, a banda lançou um documentário curto intitulado Bon Iver: Autumn. Neste filme, aparece Justin Vernom e seus colegas de banda discutindo sobre o álbum I, I 
Em 8 de Agosto de 2019, Bon Iver lançou seu novo álbum, I, I, na Apple Music e no Spotify. O curioso é que as músicas foram lançadas 22 dias antes da data oficial.  

## Performance ao vivo
Justin Vernon é acompanhado ao vivo por Sean Carey (bateria, vocais e piano), Michael Noyce (vocais, guitarra barítono, guitarra elétrica e violino) e Matthew McCaughan (baixo, bateria e vocais). Noyce foi aluno de guitarra de Vernon durante seu segundo grau.
Carey se aproximou de Vernon após as primeiras apresentações do Bon Iver, dizendo a ele que poderia tocar e cantar todas as canções. Logo depois, a dupla tocou algumas das canções. McCaughan e Vernon se conheceram durante uma turnê da banda The Rosebuds em maio de 2007.
Por causa das complexas harmonias vocais nas canções do álbum For Emma, Forever Ago, Vernon estava receoso com a possibilidade de não haver vocais suficientes para duplicar a sonoridade das canções ao vivo. Para compensar esse problema, Vernom deu a letra de algumas canções ao público, para que eles pudessem cantar também. Em uma entrevista com a Pitchfork Media, Vernom declarou: "Eu não quero ser aquele cara com um violão cantando canções, pois isso é quase sempre chato. As faixas precisam de 50 a 800 pessoas cantando ou a emoção dos presentes no local, precisa dessa energia."
Bon Iver tocou em diversos festivais, como o Lollapalooza 2009, Austin City Limits Music Festival, Glastonbury, Coachella, Øyafestivalen, Way Out West, Bonnaroo e Sasquatch!, além de outros.
Após o lançamento do segundo álbum da banda, as performances ao vivo sofreram uma grande mudança. Ao contrário do esquema anterior, com guitarras e poucos instrumentos,  Bon Iver, Bon Iver necessitou uma banda maior e completa. A nova banda foi composta pelos quatro membros originais, e recebeu Rob Moose no violino e guitarra (Antony and the Johnsons, The National), Mike Lewis no baixo (Andrew Bird, Happy Apple), e uma seção de metais com Reginald Pace, Colin Stetson (Tom Waits, Arcade Fire) e C.J. Camerieri (Rufus Wainwright, Sufjan Stevens).

## Prêmios
Prêmios Grammy
| Ano  | Trabalho nomeado   | Prémio                             | Resultado |
| ---- | ------------------ | ---------------------------------- | --------- |
| 2012 | Bon Iver           | Melhor Novo Artista                | Ganhou    |
| 2012 | Bon Iver, Bon Iver | Melhor Álbum de Música Alternativa | Ganhou    |
| 2012 | "Holocene"         | Gravação do Ano                    | Nomeado   |
| 2017 | 22, A Million      | Melhor Álbum de Música Alternativa | Nomeado   |
| 2020 | i,i                | Álbum do Ano                       | Nomeado   |
| 2020 | i,i                | Melhor Álbum de Música Alternativa | Nomeado   |
| 2020 | "Hey, Ma"          | Gravação do Ano                    | Nomeado   |

Brit Awards
| Ano  | Trabalho nomeado | Prêmio                               | Resultado |
| ---- | ---------------- | ------------------------------------ | --------- |
| 2012 | Bon Iver         | Artista Revelação Internacional      | Nomeado   |
| 2012 | Bon Iver         | Artista Solo Masculino Internacional | Nomeado   |
| 2017 | Bon Iver         | Artista Solo Masculino Internacional | Nomeado   |

## Discografia

### Álbuns de estúdio
- For Emma, Forever Ago (2008)
- Bon Iver, Bon Iver (2011)
- 22, A Million (2016)
- I,I (2019)
- Sable, Fable (2025)

### Extended plays
- Blood Bank (2009)